# Nabiha
Nabiha Bensouda (* 1. September 1980 in Vesterbro, Kopenhagen) ist eine dänische Singer-Songwriterin, die zunächst unter dem Namen Tiger Lily bekannt wurde.

## Leben
Nabiha wuchs in Kopenhagen als ältestes von sieben Kindern auf, sie ist afrikanischer Abstammung. Ab 2004 trat sie unter dem Künstlernamen Tiger Lily als Rapperin der Band Geeza auf. Ihr erstes Album unter eigenem Namen nahm sie 2009 in Zusammenarbeit mit dem schwedischen Musikproduzenten Carl Ryden auf, es wurde am ersten Februar 2010 zunächst nur in Dänemark veröffentlicht. Cracks stieg auf Platz 17 in die Verkaufscharts ein. Die Single Deep Sleep stieg bis auf den 4. Platz der dänischen Charts. Sie trat als Local Support für James Morrison bei dessen Konzert in Kopenhagen sowie als Livekünstler bei den Zulu Awards des dänischen Fernsehsenders TV 2 auf.
2013 wurde sie mit dem European Border Breakers Award (EBBA) ausgezeichnet.

## Diskografie

### Alben
- 2010: Cracks
- 2011: More Cracks
- 2013: Mind the Gap

### Singles
als Tiger Lily
- 2006: Firework (Sucker DJ’s feat. Tiger Lily)
- 2006: Friends (Kid Massive feat. Tiger Lily)
- 2006: Yours (Delicious feat. Tiger Lily)
- 2006: Feel Together (Ben Macklin feat. Tiger Lily)
- 2007: With You (Ricky Rivaro feat. Tiger Lily)
- 2007: Turn Up the Sun (Roman Salzger feat. Tiger Lily)
- 2007: Your Beat Sounds Like (Ron Gelfer feat. Tiger Lily)

als Nabiha
- 2009: Deep Sleep
- 2010: The Enemy
- 2011: Trouble
- 2011: Boomerang
- 2011: Never Played the Bass
- 2012: Raise the Roof (Hampenberg & Alexander Brown feat. Pitbull, Fatman Scoop & Nabiha)
- 2012: Woodoo
- 2012: Det passer
- 2012: Mind the Gap
- 2013: Mind the Gap (Remixes)
- 2013: Ask Yourself
- 2014: Bang That Drum
- 2014: Animals